# Pseudomalachiet
Het mineraal pseudomalachiet is een koper-fosfaat met de chemische formule Cu5 (PO4)2(OH).

## Eigenschappen
Het doorschijnend blauwgroene, groene maar typisch donkergroene pseudomalachiet heeft een glas- tot vetglans, een blauwgroene streepkleur en het mineraal kent een imperfecte splijting volgens het kristalvlak [010]. Het kristalstelsel is monoklien. pseudomalachiet heeft een gemiddelde dichtheid van 3,97, de hardheid is 4 tot 5 en het mineraal is niet radioactief.

## Naamgeving
De naam van het mineraal pseudomalachiet is afgeleid van het Griekse woord ‘’pseudo’’, dat “nep” betekent, samen met malachiet, waar het qua uiterlijk op lijkt. Malachiet is echter een koper-carbonaat en geen fosfaat.

## Voorkomen
Pseudomalachiet is een fosfaat dat een serie vormt met heterosiet. De typelocatie is de Virneberg mijn, Rheinbreitbach, Westerwald, Duitsland. Het mineraal wordt verder gevonden in de Black Pine mijn, Philipsburg, Granite county, Montana, Verenigde Staten.